# PFKM
6-Fosfofruktokinaza, mušični tip je enzim koji je kod ljudi kodiran PFKM genom.

## Interakcije
PFKM formira interakcije sa ATP6V0A4.

## Literatura
- Raben N, Sherman JB (1995). „Mutations in muscle phosphofructokinase gene.”. Hum. Mutat. 6 (1): 1—6. PMID 7550225. doi:10.1002/humu.1380060102.
- Kahn A, Etiemble J, Meienhofer MC, Bovin P (1975). „Erythrocyte phosphofructokinase deficiency associated with an unstable variant of muscle phosphofructokinase.”. Clin. Chim. Acta. 61 (3): 415—9. PMID 125160. doi:10.1016/0009-8981(75)90434-9.
- Zhao ZZ, Malencik DA, Anderson SR (1991). „Protein-induced inactivation and phosphorylation of rabbit muscle phosphofructokinase.”. Biochemistry. 30 (8): 2204—16. PMID 1825608. doi:10.1021/bi00222a026.
- Yamasaki T, Nakajima H, Kono N,  . (1991). „Structure of the entire human muscle phosphofructokinase-encoding gene: a two-promoter system.”. Gene. 104 (2): 277—82. PMID 1833270. doi:10.1016/0378-1119(91)90262-A.
- Sharma PM, Reddy GR, Babior BM, McLachlan A (1990). „Alternative splicing of the transcript encoding the human muscle isoenzyme of phosphofructokinase.”. J. Biol. Chem. 265 (16): 9006—10. PMID 2140567.
- Nakajima H, Kono N, Yamasaki T,  . (1990). „Genetic defect in muscle phosphofructokinase deficiency. Abnormal splicing of the muscle phosphofructokinase gene due to a point mutation at the 5'-splice site.”. J. Biol. Chem. 265 (16): 9392—5. PMID 2140573.
- Valdez BC, Chen Z, Sosa MG,  . (1989). „Human 6-phosphofructo-1-kinase gene has an additional intron upstream of start codon.”. Gene. 76 (1): 167—9. PMID 2526044. doi:10.1016/0378-1119(89)90019-X.
- Sharma PM, Reddy GR, Vora S,  . (1989). „Cloning and expression of a human muscle phosphofructokinase cDNA.”. Gene. 77 (1): 177—83. PMID 2526045. doi:10.1016/0378-1119(89)90372-7.
- Nakajima H, Noguchi T, Yamasaki T,  . (1987). „Cloning of human muscle phosphofructokinase cDNA.”. FEBS Lett. 223 (1): 113—6. PMID 2822475. doi:10.1016/0014-5793(87)80519-7.
- Vora S, Seaman C, Durham S, Piomelli S (1980). „Isozymes of human phosphofructokinase: identification and subunit structural characterization of a new system.”. Proc. Natl. Acad. Sci. U.S.A. 77 (1): 62—6. PMC 348208 . PMID 6444721. doi:10.1073/pnas.77.1.62.
- Kahn A, Weil D, Cottreau D, Dreyfus JC (1982). „Muscle phosphofructokinase deficiency in man: expression of the defect in blood cells and cultured fibroblasts.”. Ann. Hum. Genet. 45 (Pt 1): 5—14. PMID 6459054. doi:10.1111/j.1469-1809.1981.tb00300.x.
- Vasconcelos O, Sivakumar K, Dalakas MC,  . (1995). „Nonsense mutation in the phosphofructokinase muscle subunit gene associated with retention of intron 10 in one of the isolated transcripts in Ashkenazi Jewish patients with Tarui disease.”. Proc. Natl. Acad. Sci. U.S.A. 92 (22): 10322—6. PMC 40788 . PMID 7479776. doi:10.1073/pnas.92.22.10322.
- Tsujino S, Servidei S, Tonin P,  . (1994). „Identification of three novel mutations in non-Ashkenazi Italian patients with muscle phosphofructokinase deficiency.”. Am. J. Hum. Genet. 54 (5): 812—9. PMC 1918246 . PMID 7513946.
- Raben N, Exelbert R, Spiegel R,  . (1995). „Functional expression of human mutant phosphofructokinase in yeast: genetic defects in French Canadian and Swiss patients with phosphofructokinase deficiency.”. Am. J. Hum. Genet. 56 (1): 131—41. PMC 1801305 . PMID 7825568.
- Raben N, Sherman J, Miller F,  . (1993). „A 5' splice junction mutation leading to exon deletion in an Ashkenazic Jewish family with phosphofructokinase deficiency (Tarui disease).”. J. Biol. Chem. 268 (7): 4963—7. PMID 8444874.
- Howard TD, Akots G, Bowden DW (1996). „Physical and genetic mapping of the muscle phosphofructokinase gene (PFKM): reassignment to human chromosome 12q.”. Genomics. 34 (1): 122—7. PMID 8661033. doi:10.1006/geno.1996.0250.
- Hamaguchi T, Nakajima H, Noguchi T,  . (1997). „Novel missense mutation (W686C) of the phosphofructokinase-M gene in a Japanese patient with a mild form of glycogenosis VII.”. Hum. Mutat. 8 (3): 273—5. PMID 8889589. doi:10.1002/(SICI)1098-1004(1996)8:3<273::AID-HUMU13>3.3.CO;2-4.
- Scherer PE, Lisanti MP (1997). „Association of phosphofructokinase-M with caveolin-3 in differentiated skeletal myotubes. Dynamic regulation by extracellular glucose and intracellular metabolites.”. J. Biol. Chem. 272 (33): 20698—705. PMID 9252390. doi:10.1074/jbc.272.33.20698.
- Ristow M, Vorgerd M, Möhlig M,  . (1998). „Deficiency of phosphofructo-1-kinase/muscle subtype in humans impairs insulin secretion and causes insulin resistance.”. J. Clin. Invest. 100 (11): 2833—41. PMC 508489 . PMID 9389749. doi:10.1172/JCI119831.